# Agrilinus tenax
Agrilinus tenax är en skalbaggsart som beskrevs av Vladimir Balthasar 1932. Agrilinus tenax ingår i släktet Agrilinus och familjen Aphodiidae. Inga underarter finns listade i Catalogue of Life.